# Francisco Pradilla
Francisco Pradilla y Ortiz (Villanueva de Gállego, 24 de julio de 1848-Madrid, 1 de noviembre de 1921) fue un pintor español, director de la real Academia de España en Roma y del Museo del Prado.

## Biografía

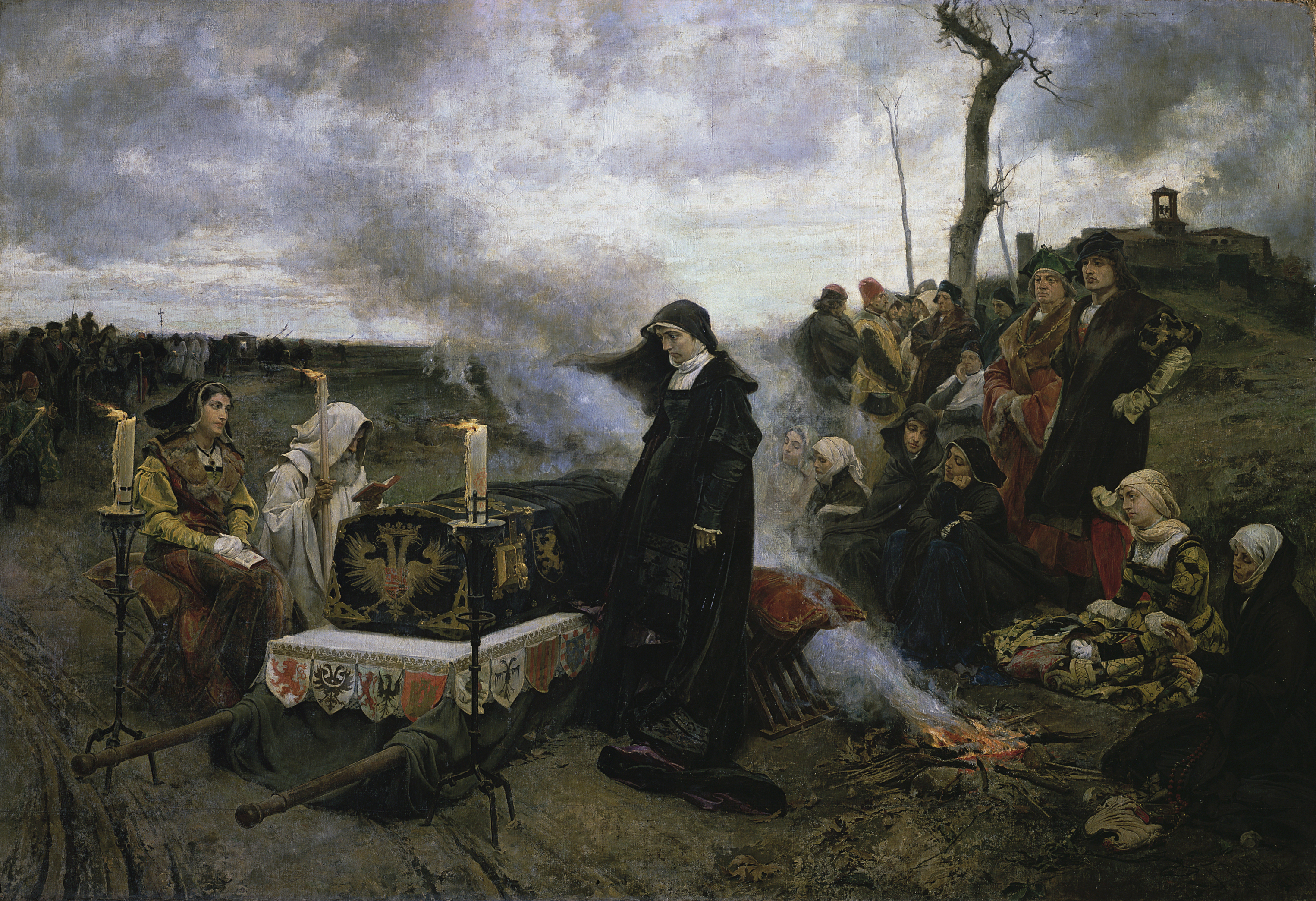
Doña Juana «la Loca» (Museo del Prado, 1877)

Realizó su formación en Zaragoza con el pintor Mariano Pescador y en la Escuela de Bellas Artes de Zaragoza. En 1866 se trasladó a Madrid, continuó formándose en la Escuela Superior de Pintura y Escultura de Madrid donde estudió a los antiguos maestros. En 1874 fue pensionado en la primera promoción en la Academia de España en Roma junto a Casto Plasencia, Jaime Morera y Alejandro Ferrant y Fischermans, continuando después su estancia en Roma.
Su primer cuadro de importancia fue El rapto de las sabinas para las oposiciones a la pensión de la Academia española en Roma, al que siguió en 1878 Doña Juana la Loca, como trabajo de dicha pensión. Por este colosal cuadro obtuvo medalla de honor en la Exposición Nacional de Bellas Artes de 1878 y una medalla de honor en la Exposición Universal de París de 1878.

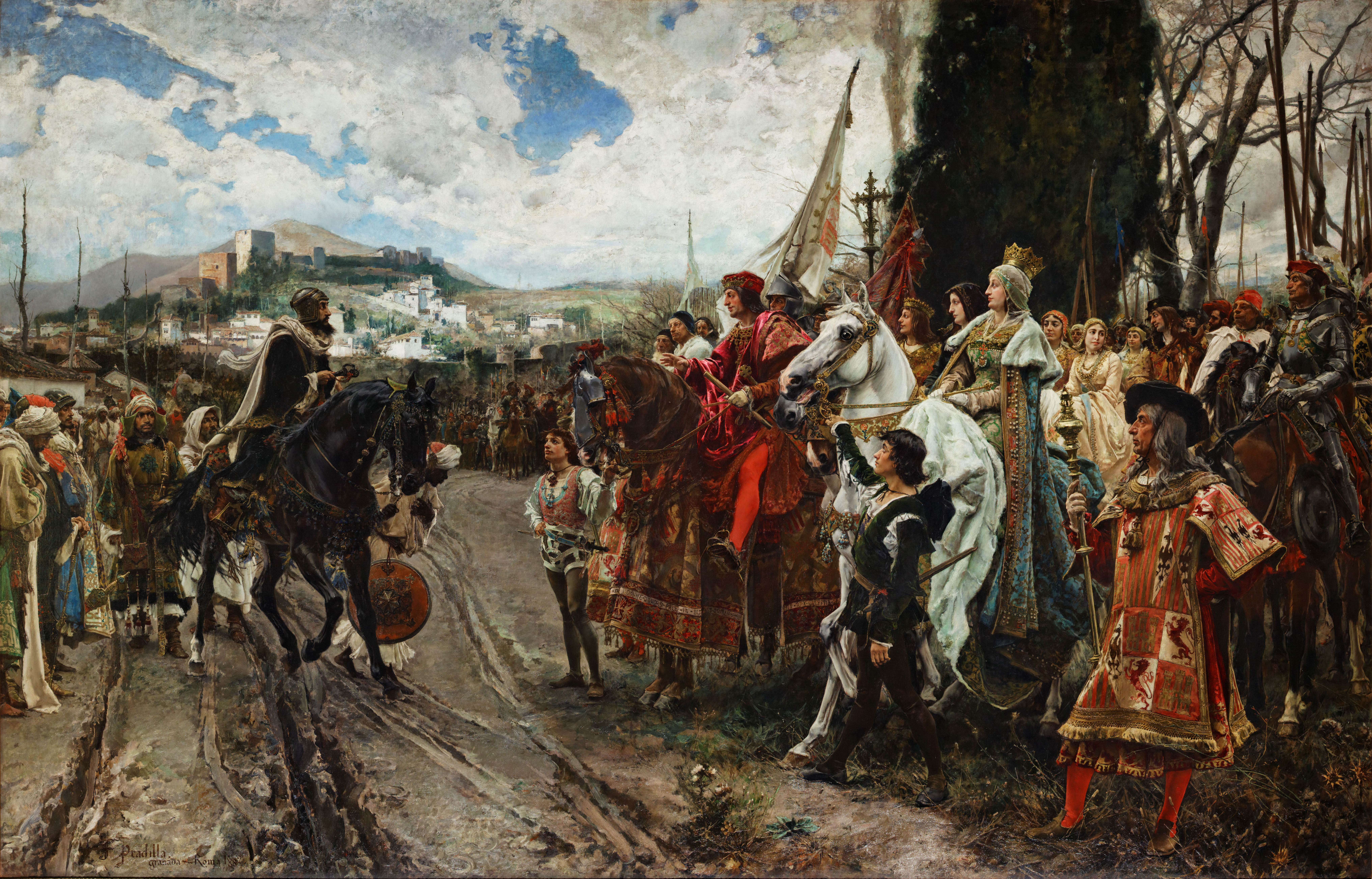
La rendición de Granada (Palacio del Senado, Madrid, 1882)

Por encargo del Ayuntamiento de Zaragoza, realizó los cuadros de Alfonso I el Batallador y de Alfonso V el Magnánimo, rey de Nápoles. Se superó con la realización de La rendición de Granada (3,3 x 5,5 m) de 1882, que destaca tanto por la limpieza de la caracterización como por la viveza de la representación y la grandeza del estilo. El cuadro ganó el primer premio en una exposición de Múnich de 1893. Otras obras de este autor de gran interés son: El suspiro del moro, La lección de Venus al amor, y Vendimia en las lagunas Pontinas.
Además de estas composiciones, Pradilla también tiene obras más pequeñas sobre la vida del pueblo, del tipo que realizó Mariano Fortuny. En el Museo Carmen Thyssen Málaga se encuentra Lavanderas gallegas (1887), en el que el artista realiza una escena costumbrista compuesta por un grupo de mujeres que se afanan en lavar la ropa en el campo.
Fue director de la Real Academia de España en Roma, cargo al que renunció para tomar relevo, el 3 de febrero de 1896, como director del Museo del Prado, en el que permaneció dos años siendo sustituido por el hasta entonces subdirector, el pintor Luis Álvarez Catalá, que contaba con el apoyo institucional de la reina María Cristina.[cita requerida]
Falleció el 1 de noviembre de 1921, en su palacete de la calle de Quintana.

## Primer centenario del fallecimiento del artista

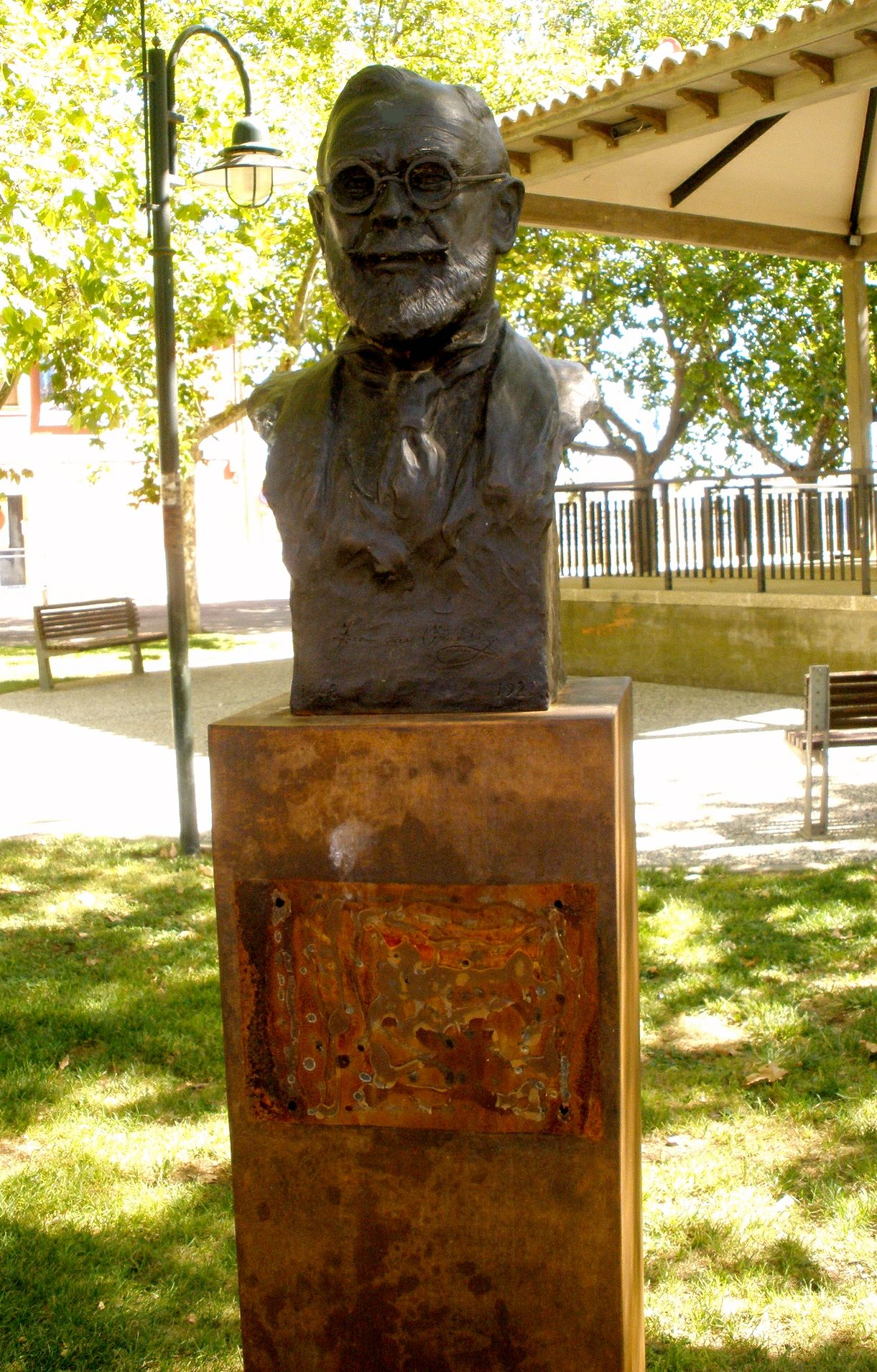
Monumento a Francisco Pradilla en su Villanueva de Gállego natal

Como parte de los actos celebrados en el primer centenario de su fallecimiento se exhibieron en el Museo de Historia de Madrid 75 obras del pintor, algunas inéditas. Fue comisariada por Soledad Cánovas del Castillo y por su bisnieta, Sonia Pradilla, en calidad de comisaria técnica. La muestra Francisco Pradilla Ortiz (1848-1921), más que un pintor de historia, reunió óleos, dibujos, acuarelas, bocetos, cartas y fotografías. Otra muestra expositiva fue la del Museo del Prado con una selección de ocho de sus obras, bajo el título Francisco Pradilla (1848-1921), esplendor y ocaso de la pintura de historia en España.
Coincidiendo con el centenario del fallecimiento del pintor se inauguró un monumento en su honor en el paseo del Pintor Rosales de Madrid, el busto es obra del escultor José Gabriel Astudillo López.

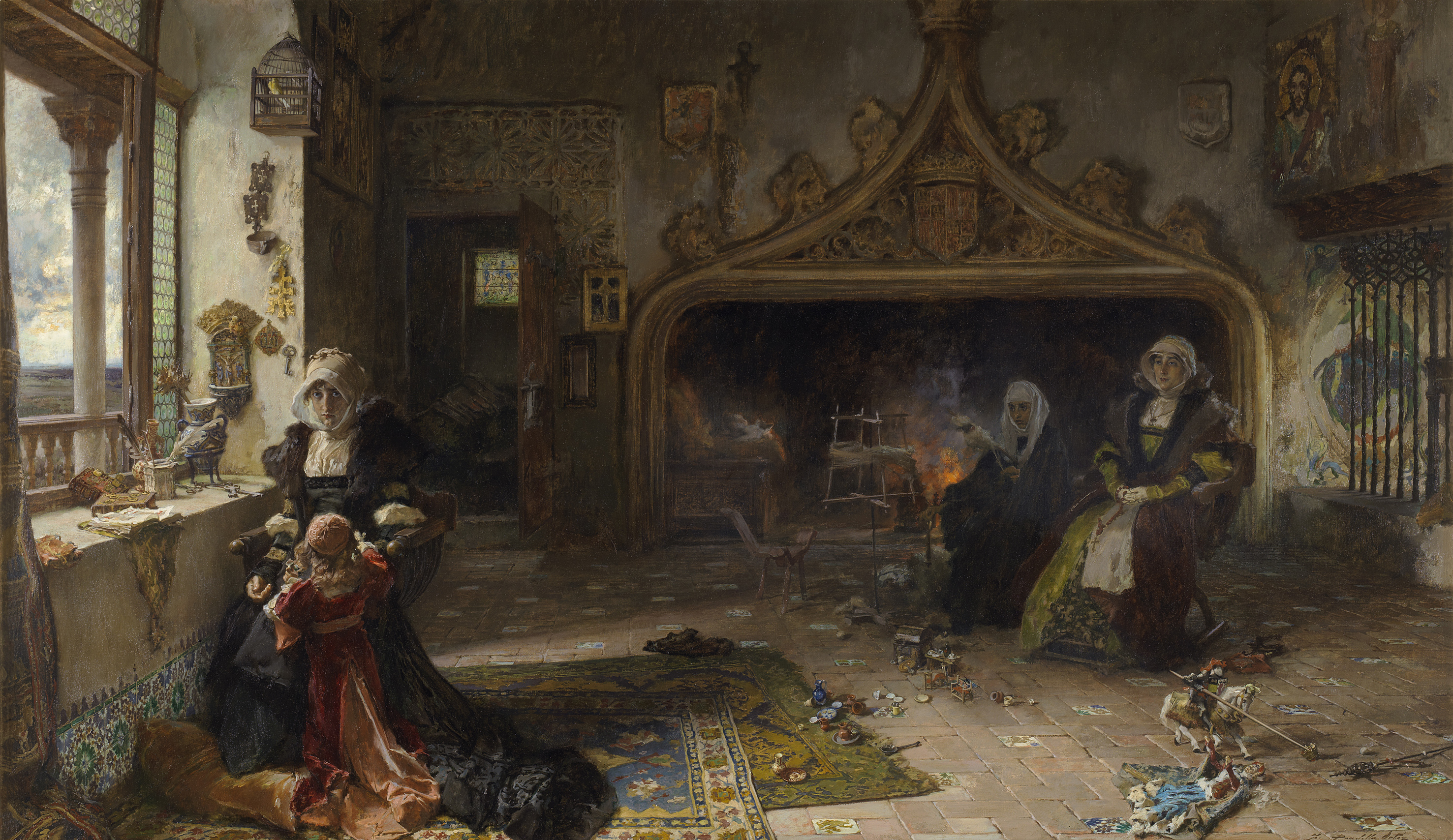
La reina doña Juana la Loca, recluida en Tordesillas con su hija, la infanta doña Catalina (Museo del Prado, 1906)
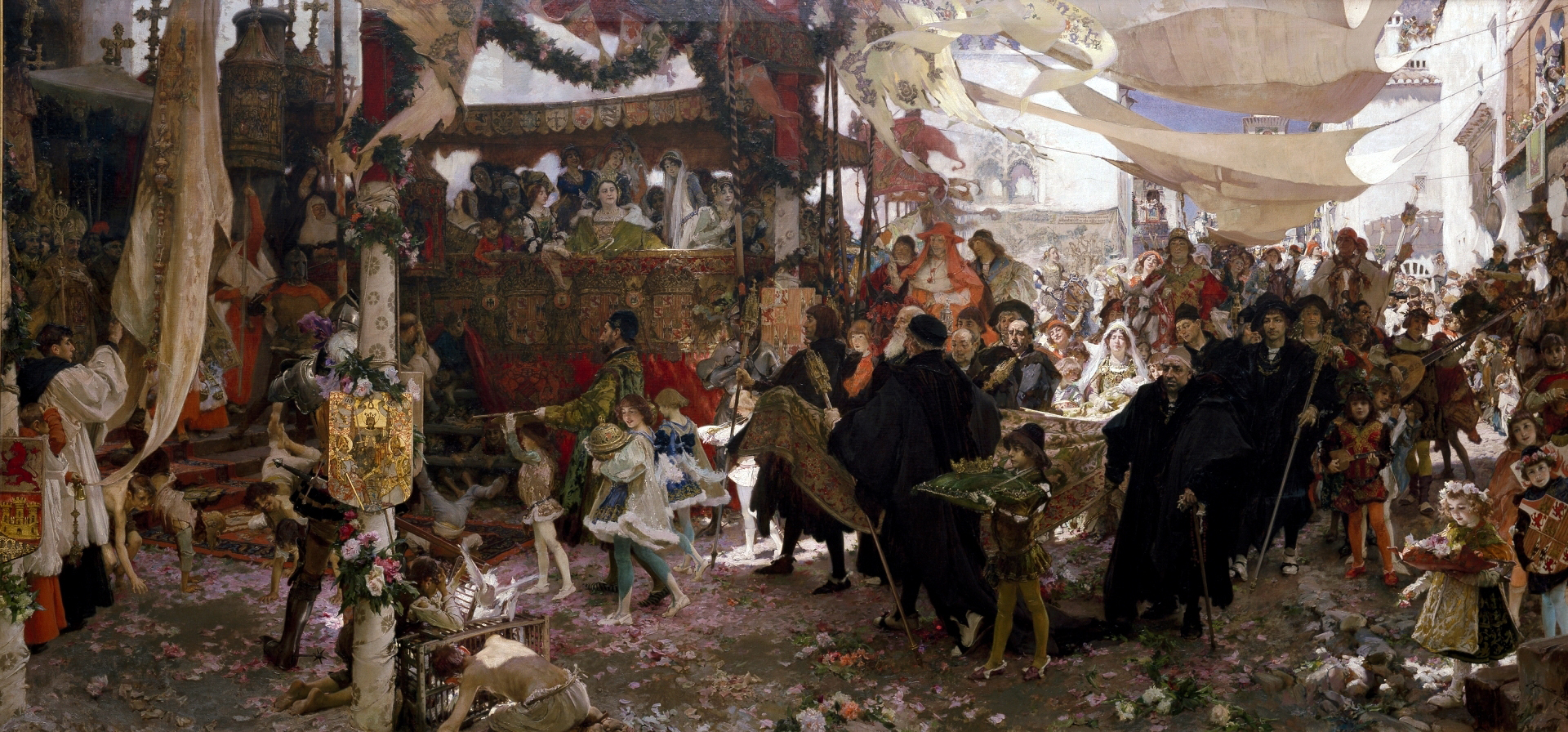
Cortejo del bautizo del Príncipe Don Juan, hijo de los Reyes Católicos, por las calles de Sevilla (Museo del Prado, 1910)
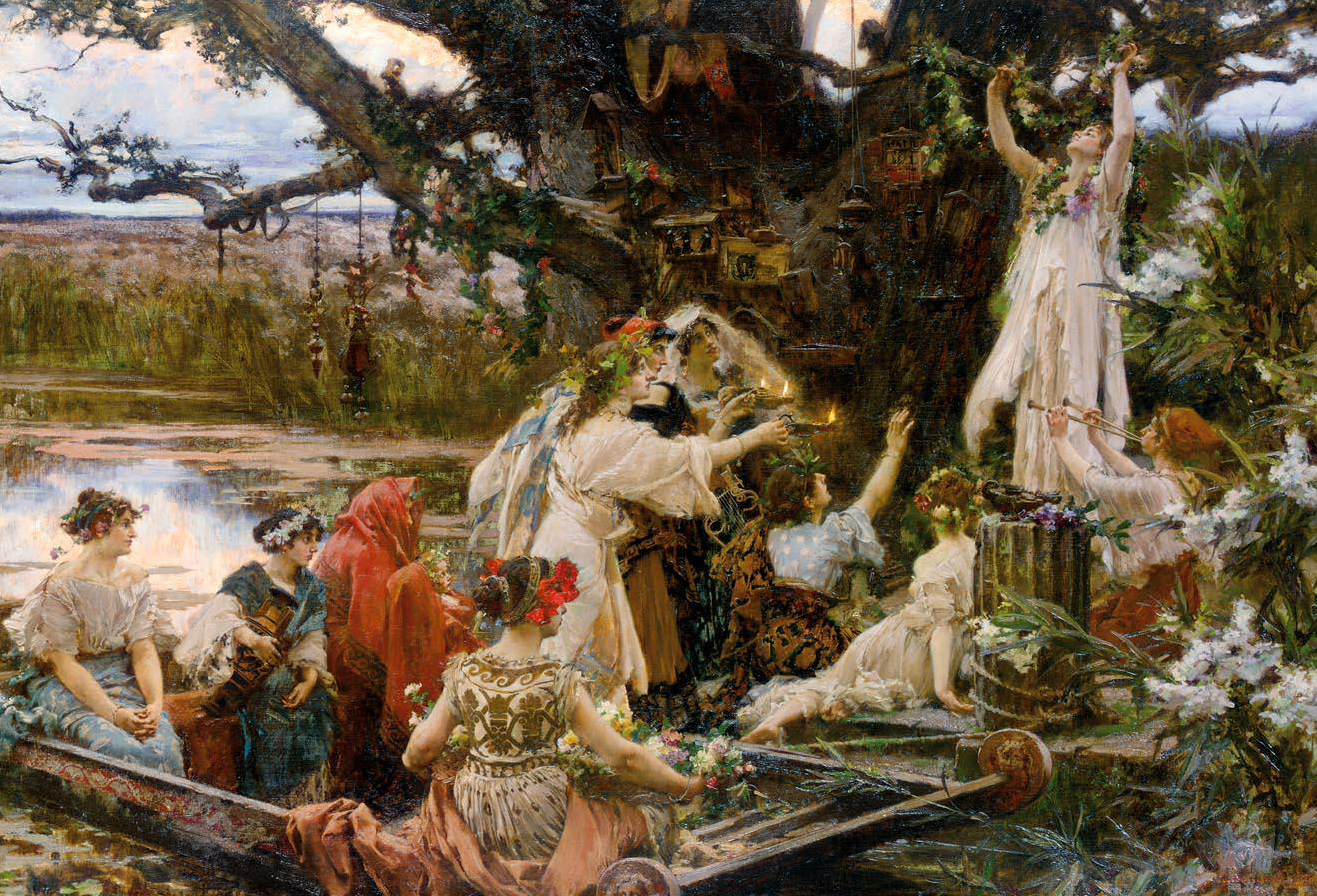
Bajo el árbol consagrado a Ceres (colección particular, 1903)
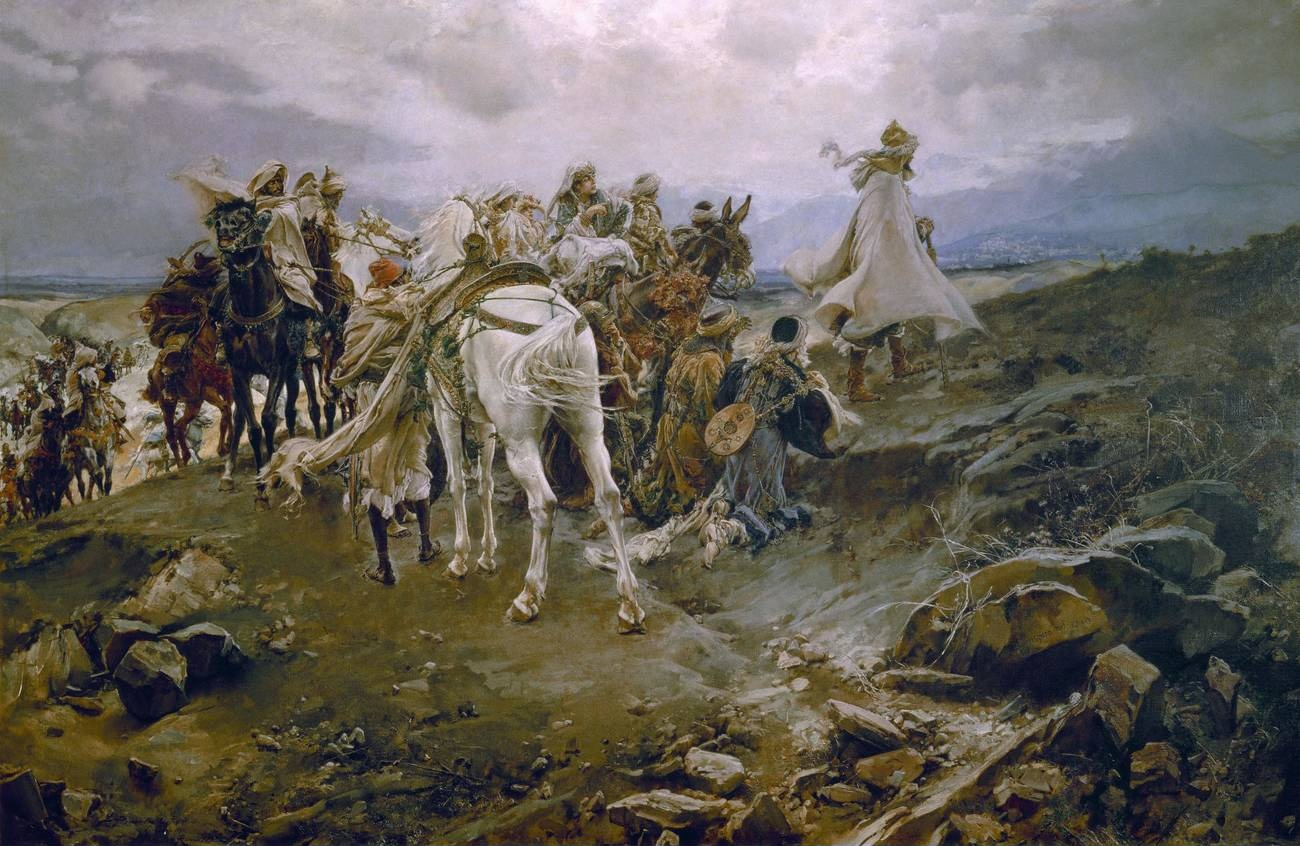
El suspiro del moro (colección particular, 1879-1892)